# X-образная радиогалактика
X-образная радиогалактика — класс внегалактических радиоисточников, обладающих двумя радиолопастями (англ. radiolobes) низкой поверхностной яркости, расположенными под углом к активным радиолопастям высокой поверхностной яркости. Оба набора лопастей 
симметрично проходят через центр эллиптической галактики, являющейся их источником, что придаёт галактике X-образную форму, что наблюдается на картах излучения в радиодиапазоне.
Впервые X-образные радиоисточники были описаны в 1992 Дж. Лихи (англ. J.P. Leahy) и П. Парма (англ. P. Parma), указавшими 11 подобных объектов. X-образные радиогалактики получили особое внимание после того, как в 2002 году возникло предположение о том, что они могут быть проявлением обращения спина, связанного с недавним слиянием двух сверхмассивных чёрных дыр.

## Свойства
X-образные радиогалактики являются подклассом типа II в классификации радиогалактик Фанароффа — Райли (FRII). Объекты подкласса FRII обладают парой длинных (порядка килопарсека) радиолопастей, пересекающих эллиптическую галактику. Считается, что радиолопасти состоят из плазмы, выбрасываемой из центра галактики джетами, связанными с аккреционным диском вокруг сверхмассивной чёрной дыры. В отличие от классических источников класса FRII, X-образные радиогалактики обладают двумя парами радиолопастей, сравнимых по длине и расположенных под углом друг к другу. Одна пара радиолопастей (активная) обладает относительно высокой поверхностной яркостью и, вероятно, создаётся эмиссией из центра галактики. Вторая пара радиолопастей (крылья) обладает меньшей поверхностной яркостью и, вероятно, состоит из плазмы, выброшенной вдоль другого направления относительно оси первой пары; также у данной пары более высокое значение принимает спектральный индекс и излучение сильнее поляризовано. За одним исключением, X-образные радиоисточники не обладают широкими эмиссионными линиями, связанными с активностью квазаров. Родительские галактики у таких объектов в основном обладают высокой эллиптичностью, вблизи некоторых находятся галактики-компаньоны.

## Природа объектов
В первоначальном каталоге из 11 X-образных галактик Лихи и Парма предположили, что радиолопасти-крылья были созданы более ранней вспышкой, за несколько десятков миллионов лет до современного возобновления активности ядра галактики, а в течение данного времени ось излучения прецессировала. Авторы отметили, что их предположение согласуется с низкой поверхностной яркостью, крутым наклоном спектра радиоизлучения и высокой поляризованностью крыльев: все подобные проявления связаны со старыми неактивными радиоисточниками.
Подробно обсуждавшаяся модель возникновения X-образных источников предполагает обращение спина сверхмассивной чёрной дыры. В данной модели слияние галактик приводит к тому, что рядом с центром первоначальной радиогалактики оказывается вторая, меньшая сверхмассивная чёрная дыра. Она вместе с более крупной чёрной дырой образует двойную систему, которая сольётся в единый объект вследствие излучения системой гравитационных волн. В процессе слияния ось вращения большей чёрной дыры изменяет направление вследствие поглощения орбитального углового момента меньшей чёрной дыры. Поскольку радиолопасти создаются джетами, перпендикулярно выходящими из внутреннего аккреционного диска, и поскольку аккреционный диск, в соответствии с эффектом Бардина-Петтерсона, расположен перпендикулярно оси вращения чёрной дыры, то изменение направления спина подразумевает изменение направления радиолопастей. Даже в случае сравнительно маленькой  падающей чёрной дыры с массой, равной пятой части от массы крупной чёрной дыры, спин последней может измениться на 90°.
Альтернативные модели возникновения X-образных радиогалактик включают изгибную неустойчивость аккреционного диска,  обратное течение газа вдоль активных радиолопастей и взаимодействие двойной чёрной дыры с аккреционным диском до  слияния. Вероятно, что в некоторой степени присутствуют все эти механизмы; временной масштаб перенаправления оси влияет на структуру радиоисточника, причем в результате наиболее быстрой смены направления возникает X-образная структура, а более медленная смена направления приводит к образованию S-образных радиоисточников типа FRI.